# Mack Goldsbury
Mack Goldsbury (* 29. September 1946 in New Mexico; † 26. Dezember 2022 in Lancaster, Kalifornien) war ein US-amerikanischer Jazzmusiker (Tenor- und Sopransaxophon, auch Flöte und Klarinette).

## Leben und Wirken
Goldsbury wuchs in einer musikalischen Familie auf; ab dem dritten Lebensjahr lernte er Mandoline und spielte bereits mit sechs Jahren in der Country-&-Western-Band seines Vaters, der ihm auch den Blues beibrachte. Im Alter von sechzehn Jahren schlug er die Laufbahn eines Musikers ein. 
Nachdem er in Kalifornien mit Musikern wie Red Garland gespielt hatte, zog er in den 1970er Jahren nach New York City. Er ging mit Stevie Wonder, den Temptations, Cher, Frank Sinatra sowie den Supremes auf Tournee und musizierte u. a. mit Tony Bennett, Paul Motian, Stanley Turrentine, Bob Moses, Jack McDuff, Billy Eckstine oder Pharoah Sanders. Er leitete eigene Bands und arbeitete unter anderem im New York Composers' Orchestra von Wayne Horvitz und Bobby Previte sowie mit Herb Robertson und Ed Schuller, mit dem er ein Duo bildete. Zu hören ist er auch auf Robertsons Album Certified (1991). 1992 zog er nach Berlin, wo er Combos mit Ernst Bier, mit Andreas Böttcher und mit Michael Clifton gründete. Weiterhin spielte er mit Till Brönner, Walter Norris, Jocelyn B. Smith, Baby Sommer and the Swiss Horns oder dem Deutschen Symphonie-Orchester Berlin.
Goldsbury ist auf mehr als 60 CDs dokumentiert und ist auf zahlreichen internationalen Jazz-Festivals aufgetreten.

## Diskographische Hinweise
- Anthropo-Logic (mit John Scofield, Billy Hart, Ed Schuller, 1979)
- Tim Berne The Ancestors (mit Herb Robertson, Ray Anderson, Ed Schuller, Paul Motian, 1983)
- Ernst Bier / Mack Goldsbury Quartet with Herb Robertson Next Move (mit Frank Möbus, 1998)
- Ernst Bier / Mack Goldsbury Quintet Arteisa Sunrise (mit Maciej Fortuna, Reggie Moore,  Stefan Weeke, 2008)